# Turó dels Dròpols
El Turó dels Dròpols és una muntanya de 251 metres que es troba al municipi de Massanes, a la comarca de la Selva.